# 有効自由度 (宇宙論)
現代宇宙論において有効自由度 (ゆうこうじゆうど, effective degrees of freedom) とは、輻射優勢期の宇宙のエネルギー密度を担う相対論的な粒子が持つ自由度の総数のことをいう。

## 定義

### エネルギーに関する有効自由度
粒子種 {\displaystyle a} が温度 {\displaystyle T} (逆温度 {\displaystyle \beta =1/k_{\mathrm {B} }T}) の熱平衡状態にあるとき、その運動量分布関数 {\displaystyle f_{a}(\mathbf {p} )} は、その粒子の統計性に応じてボース・アインシュタイン分布またはフェルミ分布関数
{\displaystyle f_{a}(\mathbf {p} )={\frac {g_{a}}{e^{\beta \varepsilon _{\mathbf {p} }}\mp 1}},\ \ \varepsilon _{\mathbf {p} }={\sqrt {\mathbf {p} ^{2}c^{2}+m_{a}^{2}c^{4}}}}
となる。ここに {\displaystyle m_{a}}, {\displaystyle g_{a}} は粒子種 {\displaystyle a} の質量, 内部自由度であり、化学ポテンシャルはゼロであると仮定した。従って、そのエネルギー密度 {\displaystyle \rho _{a}c^{2}} は次の積分により計算される。
{\displaystyle \rho _{a}c^{2}=g_{a}\int {\frac {\varepsilon _{\mathbf {p} }}{e^{\beta \varepsilon _{\mathbf {p} }}\mp 1}}{\frac {d^{3}p}{(2\pi \hbar )^{3}}}=g_{a}{\frac {\pi ^{2}k_{\mathrm {B} }^{4}}{30\hbar ^{3}c^{3}}}T^{4}\times G_{\mp }(\beta m_{a}c^{2})}
{\displaystyle G_{\mp }(y)={\frac {15}{\pi ^{4}}}\int _{0}^{\infty }{\frac {x^{2}{\sqrt {x^{2}+y^{2}}}}{\exp {\sqrt {x^{2}+y^{2}}}\mp 1}}dx}
特に、十分温度が高くこの粒子種が相対論的であるとき（つまり {\displaystyle k_{\mathrm {B} }T\gg mc^{2}} が成立するとき）、{\displaystyle G_{\mp }(0)} はリーマンゼータ関数を用いて計算でき
{\displaystyle \rho _{a}c^{2}=g'_{a}{\frac {\pi ^{2}k_{\mathrm {B} }^{4}}{30\hbar ^{3}c^{3}}}T^{4}}
となる。ただし係数 {\displaystyle g'_{a}} は、ボース粒子の場合 {\displaystyle g_{a}}, フェルミ粒子の場合 {\displaystyle {\frac {7}{8}}g_{a}} である。一方、粒子が非相対論的であるとき {\displaystyle G_{\mp }(\beta m_{a}c^{2})} は指数関数的に小さくなり、有効自由度への寄与が脱落する。
宇宙の全エネルギー密度 {\displaystyle \rho c^{2}} はすべての粒子種のエネルギー密度の総和 {\displaystyle \rho c^{2}=\sum _{a}\rho _{a}c^{2}} である。輻射優勢期においては、非相対論的な粒子種の総和への寄与は無視できるため、相対論的な成分のみの和に帰着する。そのとき、相対論的な成分のエネルギー密度は {\displaystyle T^{4}} に比例するため、全エネルギー密度 {\displaystyle \rho c^{2}} を
{\displaystyle \rho c^{2}=g_{*}(T){\frac {\pi ^{2}k_{\mathrm {B} }^{4}}{30\hbar ^{3}c^{3}}}T^{4}}
と表示することにより有効自由度 {\displaystyle g_{*}(T)} が定義される。{\displaystyle g_{*}(T)} は、温度 {\displaystyle T} において相対論的であるような粒子種に関する内部自由度の和である。
{\displaystyle g_{*}(T)=\sum _{a:\mathrm {BE,rel} }g_{a}+{\frac {7}{8}}\sum _{a:\mathrm {FD,rel} }g_{a}}
ただし、ニュートリノのように他の成分との相互作用が無視でき他の成分との間に熱平衡が成立していない場合、その運動学的な温度 {\displaystyle T_{a}} は宇宙全体の温度（これは通常光子の温度により代表される）とは一致しない。このような可能性を考慮する場合、上式は
{\displaystyle g_{*}(T)=\sum _{a:\mathrm {BE,rel} }g_{a}\left({\frac {T_{a}}{T}}\right)^{4}+{\frac {7}{8}}\sum _{a:\mathrm {FD,rel} }g_{a}\left({\frac {T_{a}}{T}}\right)^{4}}
へと修正される。

### エントロピーに関する有効自由度
粒子種 {\displaystyle a} が熱平衡にあるとき、そのエントロピー密度 {\displaystyle s_{a}} は次の積分
{\displaystyle s_{a}=g_{a}{\frac {2\pi ^{2}k_{\mathrm {B} }^{4}}{45\hbar ^{3}c^{3}}}T^{3}\times F_{\mp }(\beta m_{a}c^{2})}
{\displaystyle F_{\mp }(y)={\frac {15}{\pi ^{4}}}\int _{0}^{\infty }{\frac {x^{2}\left(x^{2}+{\frac {3}{4}}y^{2}\right)}{\sqrt {x^{2}+y^{2}}}}{\frac {dx}{\exp {\sqrt {x^{2}+y^{2}}}\mp 1}}}
で与えられるため、エネルギー密度 {\displaystyle \rho c^{2}} と同様に、輻射優勢期における宇宙のエントロピー密度 {\displaystyle s=\sum _{a}s_{a}} を次の形
{\displaystyle s=g_{*S}(T){\frac {2\pi ^{2}k_{\mathrm {B} }^{4}}{45\hbar ^{3}c^{3}}}T^{3}}
に表示することで、エントロピーに関する有効自由度 {\displaystyle g_{*S}(T)} を定義することができる。上と同様の議論により、これは
{\displaystyle g_{*S}(T)=\sum _{a:\mathrm {BE,rel} }g_{a}\left({\frac {T_{a}}{T}}\right)^{3}+{\frac {7}{8}}\sum _{a:\mathrm {FD,rel} }g_{a}\left({\frac {T_{a}}{T}}\right)^{3}}
により計算される。エネルギー有効自由度 {\displaystyle g_{*}} とは温度への依存性が異なるため、{\displaystyle T_{a}\neq T} であるような輻射成分が存在するとき、{\displaystyle g_{*}} と {\displaystyle g_{*S}} は一致しない。

## 宇宙膨張と有効自由度

### 宇宙の断熱冷却
宇宙膨張が断熱的である限り、宇宙膨張に際して単位共動体積あたりのエントロピー {\displaystyle sa^{3}} は保存する ({\displaystyle a} はスケール因子)。従って
{\displaystyle g_{*S}(T)T^{3}a^{3}=\mathrm {Const.} }
であり、エントロピー有効自由度の温度依存性が特定されれば、宇宙の温度 {\displaystyle T} がどのように変化するのかを計算することができる。{\displaystyle g_{*S}=\mathrm {Const.} } であるときには {\displaystyle T\propto a^{-1}} となる、つまり宇宙の輻射温度 {\displaystyle T} はスケール因子 {\displaystyle a} に反比例して減少する。

### フリードマン方程式
宇宙膨張の速度を決定するフリードマン方程式は、{\displaystyle H={\dot {a}}/a} をハッブルパラメータとして
{\displaystyle H^{2}={\frac {8\pi G}{3}}\rho }
と書かれる。それ故に、輻射優勢期においてはこの方程式は、プランク質量 {\displaystyle m_{\mathrm {Pl} }={\sqrt {c\hbar /G}}} を用いて
{\displaystyle H={\sqrt {{\frac {4\pi ^{3}}{45}}g_{*}(T)}}{\frac {k_{\mathrm {B} }^{2}T^{2}}{m_{\mathrm {Pl} }c^{2}\hbar }}}
と書き直せる。
一方、上のエントロピー保存の式を時刻 {\displaystyle t} で対数微分することで、ハッブルパラメータ {\displaystyle H} を
{\displaystyle H=-\left(1+{\frac {1}{3}}{\frac {d\ln g_{*S}}{d\ln T}}\right){\frac {\dot {T}}{T}}}
という形に表示できる。これをフリードマン方程式と比較することで、時刻 {\displaystyle t} と温度 {\displaystyle T} を結ぶ関係式
{\displaystyle t={\sqrt {\frac {45}{4\pi ^{3}}}}m_{\mathrm {Pl} }c^{2}\hbar \int _{T}^{\infty }\left(1+{\frac {1}{3}}{\frac {d\ln g_{*S}}{d\ln T}}\right){\frac {dT}{{\sqrt {g_{*}(T)}}k_{\mathrm {B} }^{2}T^{3}}}}
が導かれる。特に、有効自由度の温度変化が十分遅いと近似できるならば、積分の際にそれを温度 {\displaystyle T} での値に置き換えることができ、時刻 {\displaystyle t} を温度 {\displaystyle T} の関数として
{\displaystyle t={\frac {2.420}{\sqrt {g_{*}(T)}}}\left({\frac {k_{\mathrm {B} }T}{1\,\mathrm {MeV} }}\right)^{-2}\,\mathrm {sec} }
と表示できる。

## 有効自由度の温度変化

輻射優勢期における有効自由度の変化を温度の関数としてプロットしたもの。

{\displaystyle T\gtrsim 100\,\mathrm {GeV} /k_{\mathrm {B} }} の初期宇宙では素粒子標準模型に含まれるすべての素粒子が相対論的であり、それ以外の未知の素粒子の寄与がないならば、有効自由度は {\displaystyle g_{*}=g_{*S}=106.75} となる。その後宇宙が膨張し温度が下がるにつれて、非相対論的となった素粒子から順に有効自由度への寄与が脱落し、{\displaystyle g_{*}}, {\displaystyle g_{*S}} は減少する。特に、{\displaystyle T\sim 200\,\mathrm {MeV} /k_{\mathrm {B} }} 付近でクォーク・ハドロン相転移が生じ、クォークとグルーオンの寄与が一斉に消滅する。温度 {\displaystyle T\sim 1\,\mathrm {MeV} /k_{\mathrm {B} }} 付近では有効自由度は {\displaystyle g_{*}=g_{*S}=10.75} まで減少する。

### 電子・陽電子対消滅と有効自由度
電子・陽電子の質量は {\displaystyle m_{e}c^{2}=511\,\mathrm {keV} } であり、この温度を境にして電子および陽電子が非相対論的となる。この現象は電子・陽電子対消滅として知られている。この際に、既にニュートリノは光子・バリオンと脱結合しているため、電子が担っていたエントロピーは光子へと流入するが、ニュートリノには流入しない。その結果、ニュートリノの（運動学的な）温度 {\displaystyle T_{\nu }} は光子の温度 {\displaystyle T} に比べて低くなる。より正確な計算によると、ニュートリノ温度 {\displaystyle T_{\nu }} は
{\displaystyle {\frac {T_{\nu }}{T}}=\left({\frac {4}{11}}\right)^{\frac {1}{3}}\left[1+2F_{+}\left({\frac {m_{e}c^{2}}{k_{\mathrm {B} }T}}\right)\right]^{\frac {1}{3}}}
を満足する（関数 {\displaystyle F_{+}} は上節で定義されるもの）。従って、電子・陽電子対消滅以前は {\displaystyle F_{+}(0)={\frac {7}{8}}} により {\displaystyle T_{\nu }=T} であったのが、対消滅以後は {\displaystyle F_{+}(\infty )=0} により {\displaystyle T_{\nu }=\left({\frac {4}{11}}\right)^{\frac {1}{3}}T=0.71376...\times T} となる。
この結果、電子・陽電子対消滅後の宇宙ではエネルギー有効自由度とエントロピー有効自由度に差異が生じ、{\displaystyle g_{*}=3.384}, {\displaystyle g_{*S}=3.938} となる。